# Jean-Pierre Taite
Jean-Pierre Taite, né le 14 mars 1962 à Feurs (Loire), est un homme politique français.
Membre du parti Républicains, il est élu député dans la 6e circonscription de la Loire lors des élections législatives de 2022. Il siège au sein du groupe LR et est membre de la commission du Développement durable et de l'Aménagement du territoire de l'Assemblée nationale. En 2024, il est réélu.
Il est également maire de Feurs de 2008 à son élection au palais Bourbon en 2022.

## Biographie
Jean-Pierre Taite est photographe de métier.
Elu maire de la commune de Feurs dans la Loire, en mars 2008, il est réélu en mars 2014 et mars 2020.
Le 13 décembre 2015, il est élu conseiller régional d'Auvergne-Rhône-Alpes, puis réélu le 27 juin 2021. Il est vice-président délégué à l'agriculture, à la viticulture et aux produits du terroir de juin 2017 à juin 2022.
En juillet 2020, à la suite des élections municipales et communautaires de 2020, il est élu président de la Communauté de communes de Forez-Est.
Le 19 juin 2022, il est élu député de la 6e circonscription de la Loire au second tour. Touché par la loi limitant le cumul de mandats, il démissionne de ses fonctions de maire, mais reste conseiller municipal jusqu'au 19 juillet.
Jean-Pierre Taite est par ailleurs président de la fédération du parti Les Républicains de la Loire.
Il est en couple avec le maire du Coteau, Sandra Creuzet qui est mandataire judiciaire en structure hospitalière.
Après la dissolution de l'Assemblée nationale le 9 juin 2024, il se représente aux législatives et est réélu au second tour contre le candidat RN.